# Pere Pujadas Roig
Pere Pujadas Roig (el Masnou, Maresme, 1920 - el Masnou, Maresme, 2005) fou un pintor català.
Artista i pintor autodidacte, iniciat a la pintura des de molt jove, va compaginar la seva feina de pintor industrial amb la pintura artística. La seva joventut va estar marcada per la Guerra Civil. Va formar part de la Quinta del biberó i més de set anys va patir les conseqüències de la guerra, entre el camp de concentració a França i el servei militar. Quan va tornar es va casar amb Dolors Bàrbara i va tenir quatre filles: Josefina, Georgina, Dolors i Victòria.
Després de la guerra, la seva professió va ser de pintor de parets i decorador retolista, i va crear una empresa pròpia amb cinc treballadors en plantilla. El 1955 va treballar en el fresc de l'absis de l'església de Sant Pere del Masnou. Va restaurar diferents cases particulars i, més tard, va dirigir la restauració de la Casa de Cultura del Masnou. A partir dels anys setanta es va començar a presentar a concursos de pintura ràpida, els quals defensava com a disciplina artística. Durant quasi trenta anys va recórrer tot Catalunya pintant racons. Va fer amistat amb diferents artistes, com Roure, Carbonell, Hidalgo, Serrat o Ceferí Olivé.
Pintà sobretot paisatges, marines i temes urbans. Pintà el paisatge del seu entorn: natures mortes, mars i muntanyes, rierols i camins, pobles i ciutats. La llum és determinant en les seves obres. El Masnou va ser durant molt temps un dels seus temes preferits. El seu estil és principalment impressionista amb un cert expressionisme. Va experimentar amb materials i tècniques diferents per crear altres formes d'expressió. Emprava des de l'oli fins a l'aquarel·la.
Al llarg de la seva vida, va obtenir diversos premis i va realitzar múltiples exposicions. Va obtenir el primer premi de la II Biennal Art Vilassar, el 2001 o el premi de pintura Guastavino 2004 de Vilassar de Dalt. Va realitzar centenars d'obres, una gran part sobre suports inversemblants. La seva obra està principalment en ajuntaments, museus i col·leccions privades de Catalunya, i també en alguns països com França, Suècia o Alemanya.
L'any 2018 les seves filles va donar 37 obres del pintor a l'Ajuntament del Masnou. L'any 2020 per commemorar el centenari del seu naixement l'Ajuntament del Masnou li va dedicar una exposició i va estrenar una foto vídeo novel·la de set capítols anomenada Plaça d'Ocata.